# 0924
0924 è il prefisso telefonico del distretto di Alcamo, appartenente al compartimento di Palermo.
Il distretto comprende la parte orientale della provincia di Trapani ed il comune di Camporeale (PA). Confina con i distretti di Palermo (091) e di Sciacca (0925) a est e di Trapani (0923) a ovest.

## Aree locali e comuni
Il distretto di Alcamo comprende 13 comuni inclusi nelle 3 aree locali di Alcamo (ex settori di Alcamo e Calatafimi-Segesta), Castelvetrano e Salemi (ex settori di Salaparuta e Salemi). I comuni compresi nel distretto sono: Alcamo, Calatafimi-Segesta, Campobello di Mazara, Camporeale (PA), Castellammare del Golfo, Castelvetrano, Gibellina, Partanna, Poggioreale, Salaparuta, Salemi, Santa Ninfa e Vita .